# Skutina (dělostřelecká tvrz)
Dělostřelecká tvrz Skutina je vojenská tvrz, postavená na území dnešního okresu Rychnov nad Kněžnou v Královéhradeckém kraji na obranu Československa proti nacistickému Německu. Patřila mezi páteřní stavby československého opevnění na severní hranici Československa. Stavba tvrze byla navržena do prostoru kóty 736 Skutina mezi Sedloňovem a Novým Hrádkem v Orlických horách. Velikost osádky se plánovala na 679 vojáků. Stavba tvrze byla zadána stavební firmě Dr. Ing. Karel Skorkovský, civilní inženýr stavební a stavitel, akciová společnost a 14. prosince 1937 byla započata výstavba. Zadávací částka činila 31 843 990,40 Kč.

## Stavební podoba tvrze
Tvrz Skutina představuje učebnicový příklad tvrze „francouzského“ typu, kdy čelo tvrze tvoří pěchotní sruby vsunuté do linie samostatných objektů – jde o dva pěchotní sruby N-Sk-S 48 U stodol a N-Sk-S 49 Pod lesem, vzdálené 300 m od sebe, které navazují na palebnou přehradu tvořenou samostatnými pěchotními sruby N-S 47 Jaroslav na pravém křídle a N-S 53 U chalupy na levém křídle. V blízkosti vrcholové kóty byla umístěna dělostřelecká otočná věž N-Sk-S 50 Na kótě, která odtud měla dobrý výstřel ve všech směrech. Ostatní objekty se pak měly nacházet v kryté poloze na svahu odvráceném od nepřítele: minometná věž N-Sk-S 51 Na mezi, dělostřelecký srub N-Sk-S 52 Bažina a nejdále v týlu pod kótou 712 Čihadlo umístěný vchodový objekt N-Sk-S 52a V lese. Minometná věž (N-S 51 Na mezi) současně s tvrzí zadána nebyla, ta měla být dodatečně doplněna, avšak na jejím předpokládaném místě byla zřízena šachta do podzemí. Počtem objektů se tvrz řadí mezi středně velké, ale rozlehlostí podzemí patří mezi největší – její hlavní galerie měla mít délku 1350 m.

## Úkol tvrze
Tvrzové zbraně měly nalevo podporovat linii pěchotních srubů až k Náchodu a přehrazovat předpokládaný nástupový směr nepřítele Nový Hrádek – Dobruška (Nové Město nad Metují), pokrýt palbou prostor Česká Čermná – Borová a od východu krýt dělostřeleckou tvrz Dobrošov. Palebný vějíř dělostřeleckého srubu se měl překrývat s palebným vějířem srubu N-S 76 Amerika z nalevo situovaného Dobrošova a při využití maximálního dostřelu mohl částečně pokrýt i údolí Metuje v Bělovsi až k objektu N-S 86. Palba dělostřelecké otočné věže mohla podporovat palbu i obranu linie a spolupracovat s otočnou věží z Haničky napravo. Mohla by také působit do předpolí směrem na Lewin Klodzki a Duszniky-Zdrój.

## Historie
K zadání stavby pěti objektů a podzemí Ministerstvem národní obrany došlo dne 16. listopadu 1937, s pracemi bylo započato již o dva dny později. Lhůta k dokončení celé stavby byla stanovena na 2 roky.
Jako u všech tvrzí měly být postaveny jako první pěchotní sruby, které měly uzavřít linii opevnění. V červenci 1938 byl vybetonován první pěchotní srub N-Sk-S 48 a o měsíc později i druhý N-Sk-S 49. Oba sruby dodnes stojí ve výkopech, nebyly zavezeny, ani osazeny zvony. Doposud lze v okolí těchto srubů nalézt známky pracovních domů, těžebních jam apod. Z tvrze byly vybetonovány pouze zmíněné dva pěchotní sruby a zbytek tvrze včetně podzemí zůstal v září 1938 v různém stavu prací. Práce na zbývajících objektech byly sice zahájeny, ale jednalo se pouze o hloubení šachet a o výkopové práce. Podzemí tvrze bylo vyražené jen ze 70 % a chodby proto nenavazují. Nejblíže k dokončení měla chodba mezi sruby N-Sk-S 48 a N-Sk-S 49, kde ke spojení chybí pouze 8 m. Práce na tvrzi byly definitivně zastaveny 30. září 1938.
Protože těmito místy procházela od roku 1939 protektorátní hranice, byly všechny objekty lehkého opevnění stojící na území Protektorátu Böhmen und Mähren odstřeleny, aby nemohly být využity v případě povstání proti německé okupační armádě.

## Současnost
Pěchotní srub N-Sk-S 48 U stodol je v současné době veřejně přístupný, a to včetně 36 m hluboké šachty a malé části nedokončeného podzemí tvrze (vybetonováno bylo pouze 9 m délky chodby od schodišťové šachty, dál pokračuje pouze vyražená chodba). Uvnitř srubu se nachází muzeum s dobovými zbraněmi i vybavením.
V okolí srubu N-Sk-S 48 jsou k vidění ukázky různých typů protitankových a protipěchotních překážek. Součástí prohlídkové trasy je také blízký objekt lehkého opevnění vzor 37, typ A-180 Z.
V roce 2018 se začalo připravovat proražení podzemní chodby mezi oběma pěchotními sruby, které by umožnilo propojit je prohlídkovou trasou.